# Nashville Pussy
Nashville Pussy es un grupo estadounidense de rock and roll y hard rock, formado a finales de los 90 en Atlanta (Georgia) por el cantante de Nine Pound Hammer,  Blaine Cartwright.
Su nombre está tomado de una frase del roquero estadounidense Ted Nugent, recogida en su disco en directo Double Live Gonzo!, y que significa, textualmente, «Coño de Nashville».
Tras la resaca del grunge, Nasville Pussy fue uno de los grupos que eligieron un retorno al hard rock basado en la diversión, y lo hicieron fusionándolo con el Heavy metal, hardcore punk y glam rock.
La referencia más básica de la banda es AC/DC, y su premisa es retomar el rock de los 70 para darle un enfoque más electrizante y extremo.
Uno de sus puntos fuertes son los shows en directo, en el que intentan recuperar la espectacularidad e inmediatez de los clásicos grupos de hard rock, inyectándoles una energía básica heredada del punk, y en el que se sirven del erotismo de sus dos componentes femeninas, la guitarrista Ruyter Suys, (mujer del cantante Blaine Cartwright) y la bajista Corey Parks, que dejó la banda para formar el grupo Punk Die Hunns, dejando su puesto a Karen Cuda, que a su vez dejó el puesto a la actual bajista Bonnie Buitrago.

## Miembros
- Blaine Cartwright - Voz y guitarra
- Ruyter Suys - Guitarra solista
- Ben Thomas - Batería
- Bonnie Buitrago - Bajo

### Otros miembros
- Corey Parks - Bajo
- Tracy Almazan (Tracy Wives, Tracy Kickass) - Bajo
- Katielyn Campbell - Bajo
- Karen Cuda - Bajo
- Jeremy Thompson - Batería

## Discografía
- Let Them Eat Pussy (1998)
- High As Hell (2000)
- Say Something Nasty (2002)
- Get Some (2005)
- From Hell to Texas (2009) (Relanzado en 2012 con bonus cd)
- Up The Dosage (2014)
- Pleased To Eat You (2018)

## En Vivo
- Live In Rennes (2010)
- Live And Loud in Europe (bonus cd from hell to texas) (2012)
- Live In Nottingham (Bonus Cd, Ten Years Of Pussy) (2015)

## Recopilatorios
- Ten Years of Pussy (2015)

## DVD
- Keep On F∗cking (2003)
- Live In Hollywood (2008)